# Charitopus
Charitopus is een geslacht van vliesvleugeligen uit de familie Encyrtidae. De wetenschappelijke naam van dit geslacht is voor het eerst geldig gepubliceerd in 1856 door Förster.

## Soorten
Het geslacht Charitopus omvat de volgende soorten:
- Charitopus albopalpalis Brues, 1907
- Charitopus apicatus (Mani & Saraswat, 1974)
- Charitopus bambeyi Risbec, 1951
- Charitopus bicolor (Girault, 1915)
- Charitopus cuprifrons (Motschulsky, 1863)
- Charitopus desertus Myartseva, 1981
- Charitopus eristoi Japoshvili, 2010
- Charitopus fulviventris Förster, 1860
- Charitopus manukyani Sakhnov, 1993
- Charitopus marshakovi Sharkov, 1984
- Charitopus mingoae Sakhnov, 1995
- Charitopus obscurus (Erdös, 1946)
- Charitopus panchgania (Mani & Saraswat, 1974)
- Charitopus quadricolor (Girault, 1915)
- Charitopus tassiliensis Trjapitzin, 1989
- Charitopus tricolor (Girault, 1915)
- Charitopus trjapitzini Hoffer, 1980